# 卡德卡莱
卡德卡莱（Khadkale），是印度马哈拉施特拉邦浦那县的一个城镇。总人口9792（2001年）。

## 人口
该地2001年总人口9792人，其中男性5052人，女性4740人；0—6岁人口1423人，其中男736人，女687人；识字率69.98%，其中男性为77.06%，女性为62.43%。